# Кевин Неш
Кевин Скот Неш (роден на 9 юли 1959 г.) е американски професионален кечист и актьор.
През 2011 г. Неш е подписал петгодишен договор с WWE в WWE Legends програма. Неш се е бил под няколко имена но е най-вече известен с истинското си име в World Championship Wrestling (WCW) и Total Nonstop Wrestling Action (TNA), както и в Световната федерация по кеч (WWF)/World Wrestling Entertainment/WWE, където той също така се е бил под името Дизел. В WWE, WCW и TNA, Неш е спечелил общо 21 титли. Той е шест пъти световен шампион: пет пъти шампион в тежка категория на WCW, и един път шампион на световната федерация по кеч (WWF/WWE). Той е признат от WWE като най-дългото царуване на WWF титлата през 1990 Неш е десетият най-дълго царувал на всички времена като WWF шампион, след като държи титлата за 358 дни. Той е постигнал забележителен успех в отборната дивизия, като е 12 световен отборен шампион: печелил е 9 пъти световната отборната титла на WCW, два пъти световен отборен шампион на WWF/WWE и еднократен световен отборен шампион на TNA. Той също така е двукратен легендарски шампион на TNA, и еднократен интерконтинентален шампион на WWF/WWE. в допълнение към спечелените му титли, той печели WCW World War 3 през 1998. Неш е член на отбора Кликю (Kliq) в WCW там също го има и сърцеразбивача Шон Майкълс, Трите Хикса, Скот Хал и Шон Уалтман (Екс-Пак). Той е и един от трите членове-основатели на Новия Световен Ред (NWO), заедно с Хълк Хоган и Скот Хал. През 2015 година е въведен в WWE Hall of fame.
- - Прякори
  - Биг Деди Кул в (WWF/WWE)
  - Биг Секси в (WCW/WWE/TNA)
  - Големият Мъж в (WCW)
  - Сребърната Лисица в (TNA)

- Интро песни
  - Ride The Bus By AirCraft Music Library (WCW) (1990 – 1991)
  - Diesel Blues By Jim Johnston (WWF) (1994 – 1996; 2011)
  - Rockhouse By Frank Shelley (WWF/WWE) (1996 – 1998; 2002 – 2003; 22 август 2011-момента)
  - Ready Or Not By The Fugees (WCW) (1996 – 1997)
  - Wolfpac Theme Song By Jimmy Hart (WCW) (1998 – 2001)
  - Jackknife By Jim Johnston (WWE) (2003)
  - Dre By Dale Oliver (TNA) (7 ноември 2004-декември 2005)
  - Big By Dale Oliver (TNA) (2006 – 2008)
  - Main Event Mafia By Dale Oliver (TNA) (23 октомври 2008 – 2009)
  - The Band Theme Song By Dale Oliver (TNA) (2010)
  - Wolfpac Theme Song (Instrumental) By Jimmy Hart (TNA) (2010)

### Завършващи движения
- Jackknife Powerbomb (Sheer-Drop Release Powerbomb)
- Right-Handed Knockout Punch
- Snake Eyes
- Emerald City Slam (Walking Sidewalk Slam)
- Emerald City Twister (Spinning Crucifix Toss)
- Corner Boot Choke
- Big Boot
- Repeated Elbow Smashes
- Short-Arm Clothesline
- Corner Clothesline
- Running Elbow Drop
- Repeated Knee Lifts And Back Elbow Strikes To A Cornered Opponent
- Leapfrog Body Guillotine

#### Титли и отличия
- Covey Promotions
  - Covey Pro World Heavyweight Championship (1 път)

- Про Kеч (Pro Wrestling Illustrated)
  - Най-Подобрен Кечист На Годината (1994)
  - PWI Match Of The Year (1995) Срещу Шон Майкълс На Кечмания 11
  - PWI Tag Team Of The Year (1997) С Скот Хал
  - PWI Кечист На Годината (1995)
  - PWI го класира #40 от 100-те най-добри отбори в PWI Years С Скот Хал през 2003 г.
  - PWI го класира #55 от 100-те най-добри отбори в PWI Years С Шон Майкълс през 2003 г.
  - PWI го класира #59 от 500-те най-добри кечисти в PWI Years през 2003 г.
  - PWI го класира #1 от 500-те най-добри кечисти в PWI 500 през 1995 г.

- Pro Wrestling Report
  - PWR Lifetime Achievement Award (2012)

- Wrestling Observer Newsletter Awards
  - Най-Подобрен (1994)
  - Най-Надценен (1999, 2000)
  - Считан За Любим Кечист (2000)
  - Лош Кечист (1999, 2000)
  - Лош Образ (1991)
  - Лоша Вражда На Годината (2011) Срещу Трите Хикса

- Total Nonstop Action Wrestling
  - TNA World Tag Team Championship (1 път) – с Ерик Йънг и Скот Хал
  - TNA Legends Championship (2 пъти)

- World Championship Wrestling
  - WCW World Tag Team Championship (9 пъти) – с Скот Хал (6), Даймънд Далас Пейдж (2) и Стинг (1)
  - WCW World War 3 (1998)
  - WCW World Heavyweight Championship (5 пъти)

- World Wrestling Federation
  - WWF Championship (1 път)
  - WWF Intercontinental Championship (1 път)
  - WWF Tag Team Championship (2 пъти) – с Шон Майкълс
  - Слами награда за най-предвидим резултат на годината (2011)
  - Трети Тройна Корона (Triple Crown) шампион